# Ngozi Ebere
Ngozi Ebere, née le 5 août 1991 à Port Harcourt, est une footballeuse nigériane évoluant au poste de défenseuse.

## Biographie

### En club
Elle commence sa carrière avec le club nigérian des Rivers Angels.
De 2015 à 2017, elle joue au Paris Saint-Germain en championnat de France féminin,.

### En équipe nationale
Avec les moins de 17 ans, elle participe à la Coupe du monde des moins de 17 ans 2008 organisée en Nouvelle-Zélande. Elle dispute ensuite avec les moins de 20 ans la Coupe du monde des moins de 20 ans 2010 qui se déroule en Allemagne.
Avec l'équipe du Nigeria, elle remporte le championnat d'Afrique en 2014 puis en 2016 et en 2018. Elle participe également à la Coupe du monde 2015 organisée au Canada. Lors de ce mondial, elle joue trois matchs : contre la Suède, l'Australie, et les États-Unis.

## Palmarès
- Vainqueur du championnat d'Afrique féminin en 2014, en 2016 et en 2018 avec l'équipe du Nigeria
- Championne du Nigeria en 2014 avec les Rivers Angels
- Vainqueur de la Coupe du Nigeria en 2014 avec les Rivers Angels